# Système MNS

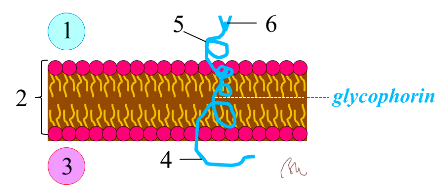

Le système de groupe sanguin MNS, système 002 de la nomenclature de l'ISBT, repose sur le polymorphisme de deux protéines dont les gènes GYPA et GYPB sont étroitement liés, chromosome 4 (4q28-q31), la glycophorine A (GPA), qui porte les antigènes M (MNS1 dans la nomenclature internationale) ou N (MNS2) d'une part, et la glycophorine B (GPB) portant les antigènes S (MNS3) ou s (MNS4) et U (MNS5) d'autre part. Un gène GYPE, lié génétiquement aux gènes GYPA et GYPB, dans l'ordre 5'-GYPA-GYPB-GYPE-3', aurait participé, avec le gène GYPA, par duplication, recombinaison et mutation à l'apparition de la glycophorine B, d'où la forte homologie de ces deux protéines.

## Glycophorines
Les glycophorines A, B, C, et D sont des protéines transmembranaires (un seul passage), glycosylées, terminaison NH2 externe et COOH intracytoplasmique. Les glycophorines C et D, chromosome 2 (2q14-q21), portant les antigènes Gerbich. Nous ne savons pas si le gène GYPE s'exprime, et la présence d'une protéine GPE, attendue et suspectée par certains auteurs, n'est pas démontrée sur l'érythrocyte.
Glycophorine A, OMIM (en) 111300 : 131 AA, domaine extracellulaire N-terminal de 72 AA, intramembranaire de 23 AA, C-terminal intracytoplasmique de 36AA. 15 sites de O-glycosylation et 1 site de N-glycosylation extracellulaire. Il y a environ 106 molécules de GPA sur un érythrocyte.
Glycophorine B, OMIM (en) 111740 : 72 AA, domaine extracellulaire N-terminal de 44 AA, intramembranaire de 20 AA, C-terminal intracytoplasmique de 8 AA seulement. 11 sites de O-glycosylation extracellulaire. Il y a de 1,7 à 2,5 105 molécules de GPB sur un érythrocyte.
Gène GYPE, OMIM (en) 138590 : Le gène GYPE, présent dans toutes les populations humaines, pourrait produire une glycophorine E, protéine de 59 AA, domaine extracellulaire N-terminal de 33 AA, intramembranaire de 21 AA, C-terminal intracytoplasmique de 5 AA seulement. 11 sites possibles de O-glycosylation extracellulaire. Les 26 premiers AA N-terminaux (SSTTGVAMHT STSSSVTKSY ISSQTN....) seraient identiques à la séquence de la glycophorine A(M). Nous le savons toujours pas si le gène GYPE s'exprime, et la présence de glycophorine E à la surface de l'érythrocyte n'est pas établie. Il n'y a pas d'ARN messager détectable dans la lignée érythrocytaire.
Comme leur nom l'indique, (du grec glyco- : γλυκύς doux (saveur, odeur), et phor- : φορός, όν qui porte en avant, qui pousse) la forte glycosylation des glycophorines, fait penser que leur fonction principale consiste à former le glycocalix et à participer au potentiel zêta évitant l'agrégation spontanée des érythrocytes. En effet, leur charge en acide sialique (qui est un ose, acide N-acétylneuraminique) apporte beaucoup de radicaux carboxyliques électronégatifs. Cette fonction est d'ailleurs attestée par le fait que le groupe sanguin Ena- (MNS:-28) dû  à une absence de GPA, ou l'hétérozygotie MK, causant un déficit en GPA et GPB, protéines fortement glycosylées et chargées en acide sialique, entraînent une aggutinabilité de ces hématies par des anticorps dits incomplets de type IgG (anti-D, par exemple) incapables d'agglutiner à eux seuls des hématies normales.

## Antigènes MNS
Les antigènes M et N sur la GPA résultent des mutations M→N : ser1leu et gly5glu. Les antigènes S et s sur la GPB résultent de la mutation S→s : met29thr. Par ailleurs, les 26 premiers AA N-terminaux extramembranaires de la GPA-N et de la GPB sont identiques (LSTTEVAMHT STSSSVTKSY ISSQTN....), cette configuration identique à l'épitope N sur la GYPB étant dénommée 'N'. Ceci fait que si nous rencontrons occasionnellement -3 personnes sur 1000-  un anticorps anti-M (peu dangereux, très souvent naturel, peu actif à 37 °C, plus actif à 20 °C ou 4 °C et sur les hématies homozygotes MM que sur les hétérozygotes MN), nous rencontrons exceptionnellement un anti-N, suscetible d'être adsorbé sur une hématies M+, N- (porteuse de l'antigène 'N') qui ne serait donc pas vraiment un allo-anticorps, et qui a d'ailleurs les mêmes caractéristiques d'activité qu'un anti-M. Quelques rares anti-M d'origine immune, et même de titre peu élevé, ont été à l'origine de maladies hémolytiques du nouveau-né sévères.
Par contre, les anti-N présents chez les rares sujets dépourvus de GYPB, donc de phénotype S-, s-, U-, (et donc 'N'-) noirs africains en général, apparaissent à la suite de transfusions.
Les antigènes S (MNS3), s (MNS4), et U (MNS5) sont portés par la GPB. Les sujets U- sont S- s-. Certains sujets S- s- peuvent être U+, ce qui signifie que la GPB est présente, mais que l'épitope Ss est muté ou inaccessible aux anticorps. Contrairement aux anti-M et anti-N, les anticorps anti-S, anti-s et  anti-U sont immuns, actifs à 37 °C et très dangereux, ayant causé des hémolyses post transfusionnelles et de sévères incompatibilités fœto-maternelles, parfois fatales. Par ailleurs les sujets S-s-U- posent un énorme problème transfusionnel, et doivent être référencés au Centre National de Référence des Groupes Sanguins CNRGS et à la Banque Nationale des Sangs de Phénotype Rare, BNSPR, les donneurs S-, s-, et U- étant rarissimes.
L'absence complète de tout antigène du système MNS, M-N-S-s-U-En(a-) (MNS:-1,-2,-3,-4,-5,-28), entraînant le phénotype Wr(a-,b-) (DI:-3,-4) du système Diégo, définit le phénotype Mk. Metaxas et Metaxas-Buhler pensaient qu'il résultait d'un nouvel allèle Mk en double dose, alors qu'il s'agit d'une délétion affectant les deux gènes GYPA et GYPB, mais n'affectant pas le gène GYPE.

## Autres antigènes
Du fait de la liaison génétique et de la forte homologie entre ces trois gènes, en plus de mutations simples et variées, de nombreuses recombinaisons génétiques se sont produites dans l'évolution, et ont donné nombre de molécules hybrides (type Lépore GP(A-B) comportant les exons A1-A3 de GYPA et B4-B6 de GYPB, ou de type GP(A-B-A), séquence de GPB entre deux séquences, initiale et terminale, de A) intégrant un ou des exons de l'une dans le génome de l'autre. Près d'une trentaine de réarrangements sont répertoriés. Ces molécules atypiques ont parfois perdu un antigène classique, et en ont acquis de nouveaux, par exemple la GPHe S-,s-,U+,He+ soit MNS:-3,-4,5,6 dans la nomenclature internationale. C'est ainsi que ce système de groupe sanguin comporte, en 2011, 46 antigènes répertoriés, M, N, S, s...Mg (MNS11)...Ena (MNS28)...TSEN (MNS33)...

## Anticorps du système MNS
Nous devons distinguer les anticorps portant sur la GPA ou la GPB. Ces anticorps présentent souvent un effet de dose lors de la recherche d'anticorps irréguliers, c'est-à-dire qu'ils ne semblent actifs que sur les hématies homozygotes, MM, NN, SS, ou ss portant l'antigène en double dose.
Les premiers, anti-M (anti-MNS1) et anti-N (anti-MNS2) sont souvent naturels, inactifs à 37 °C, et n'ont de ce fait pas d'incidence transfusionnelle. Lorsqu'ils sont actifs à 37 °C, ils ne peuvent être négligés. L'anti-M pouvant être dangereux chez les sujets d'origine subsaharienne, en particulier chez les drépanocytaires ayant des transfusions itératives.
Les seconds, anti-S (anti-MNS3), anti-s (anti-MNS4) et anti-U (anti-MNS5) sont en règle immuns, actifs à 37 °C et dangereux, causes d'incompatibilités transfusionnelles ou fœto-maternelles graves.
Enfin, certains anticorps dirigés contre certains antigènes de molécules hybrides, anti-Vw (anti-MNS9) par exemple, ont une importance transfusionnelle et obstétricale.
Des autoanticorps ont été rapportés dans le système MNS, autoanti-Ena (MNS 28) par exemple.

## Génétique du système MNS

### Génétique moléculaire
Le gène GYPA, gène de 40kb, comprend 7 exons. Les exons A1 et A2 codent le peptide leader qui sera clivé de la molécule mature, et les 21 premiers AA du domaine extracellulaire, A3 et A4 codent le reste de la partie extracellulaire, A5 code la partie transmembranaire de 23 AA et A6-A7 la partie C terminale intracytoplasmique.
Le gène GYPB comprend 5 exons. Les 2 premiers exons B1 et B2 sont les homologues des exons A1 et A2. Le troisième est désigné comme B4, pour noter son homologie avec A4 et porte le polymorphisme S/s. L'exon B5 code la partie transmembranaire de 20 AA et l'essentiel de la partie C terminale intracytoplasmique, et l'exon B6 l'ultime partie C terminale.

### Génétiquemendélienne
Les allèles de chacun des couples M/N et S/s s'expriment en simple dose et sont donc codominants. Trois phénotypes existent pour chacun des couples MM, MN et NN d'une part, SS, Ss, et ss d'autre part, et donc neuf phénotypes possibles représentant l'ensemble des combinaisons.
Mais comme pour de nombreux autres systèmes de groupes sanguins (ABO, RH, JK, LU...), des anomalies apparentes de transmission peuvent se voir, et pouvaient faire conclure à tort (avant la biologie moléculaire) à de fausses exclusions de paternité ou de maternité. D'où la règle, qui existe toujours, de ne jamais conclure sur un seul système ou une seule "anomalie".
C'est le cas lorsque l'on est en présence d'un gène silencieux vis-à-vis des antigènes recherchés, classiquement M, N, S et s. Ainsi une femme M+,N-,S-,s+, donc de génotype présumé Ms/Ms, a eu une fille M-N+S-s+ (le gène M n'a pas été transmis) donc de génotype présumé Ns/Ns. Cette dernière, mariée à un homme M+N-S+s+ (MS/Ms) a eu une fille M+N-S+s- (présumée MS/MS, l'haplotype Ns n'a pas été transmis par sa mère)) et deux autres M+N-S-s+(présumées Ms/Ms, le gène N attendu de sa mère est absent). Cette famille décrite par Henningsen ne peut s'expliquer que par la présence du supposé gène Mk de Métaxas (nous savons maintenant qu'il s'agit d'une délétion portant sur les gènes GYPA et GYPB, le gène GYPE étant normal) les génotypes respectifs étant alors Ms/Mk pour la grand-mère, Ns/Mk pour la fille, MS/Mk et Ns/Mk pour la première et les deux dernières petites filles. 
Le même type de problème apparent pourrait se voir avec les gènes Mu, Nu (absence de Ss), ou Mg (absence de MN, -mais présence de l'antigène Mg si on le recherche) par exemple.

### Fréquences géniques
Les gènes GYPA et GYPB étant étroitement liés, nous devons considérer la fréquence des haplotypes dans une population plutôt que la fréquence des divers allèles de chaque gène. Les haplotypes U- du système MNS qui ne produisent pas la GPB (le plus souvent par une délétion des exons B2-6 du gène GYPB allant jusqu'à la délétion de l'exon E1 du gène GYPE) sont nommés Mu et Nu. Ces fréquences haplotypiques, rapportées par G. Daniels, et R.R. Race et R. Sanger dans leurs ouvrages, permettent de retrouver facilement les fréquences phénotypiques, selon le principe de Hardy-Weinberg visualisé par l'échiquier de Punnett, dans les populations concernées.
| Fréquences haplotypiques du système MNS | Fréquences haplotypiques du système MNS | Fréquences haplotypiques du système MNS | Fréquences haplotypiques du système MNS | Fréquences haplotypiques du système MNS | Fréquences haplotypiques du système MNS |
| Haplotype                               | Angleterre                              | France                                  | Sénégal                                 | Angola                                  | Afro-américains,                        |
| --------------------------------------- | --------------------------------------- | --------------------------------------- | --------------------------------------- | --------------------------------------- | --------------------------------------- |
| MS                                      | 0.2410                                  | 0.27                                    | 0.0244                                  | 0.0776                                  | 0.1001                                  |
| Ms                                      | 0.3015                                  | 0.30                                    | 0.0492                                  | 0.03681                                 | 0.3496                                  |
| NS                                      | 0.0670                                  | 0.08                                    | 0.0640                                  | 0.876                                   | 0.0614                                  |
| Ns                                      | 0.3905                                  | 0.35                                    | 0.2940                                  | 0.3627                                  | 0.3744                                  |
| Mu                                      | 0.000                                   | 0.00                                    | 0.0747                                  | 0.0586                                  | 0.0454                                  |
| Nu                                      | 0.000                                   | 0.00                                    | 0.1137                                  | 0.0454                                  | 0.0691                                  |